# Helena Valdemarsdotter av Danmark
Helena Valdemarsdotter av Danmark, död 22 november 1233, arvtagare till Garding och grevinna av Lüneburg. Dotter till kung Valdemar den store av Danmark (1131–1182) och Sofia av Minsk (1140/1141–1198).
Helena gifte sig 1202 med greve Wilhelm den fete av Lüneburg (1184–1213). Paret fick följande barn:
1. Otto Barnet av Braunschweig-Lüneburg (1204–1252), förste hertig av Braunschweig-Lüneburg